# Ежов, Иван Александрович
Иван Александрович Ежов (род. 23 марта 2000, Нижневартовск, Тюменская область) — российский хоккеист, нападающий.

## Биография
Начинал заниматься хоккеем в Нижневартовске. Затем — в школах «Югры»/«Югры»-ЮКИОР Ханты-Мансийск (2010—2012, 2016—2018) и «Серебряные львы»/СКА-«Серебряные львы» СПб. Играл за команды «Мамонты Югры» (МХЛ, 2018/19 — 2019/20) и «Югра» (ВХЛ, 2020/21 — 2021/22). 10 июня 2022 года был обменян в команду КХЛ «Витязь» Московская область на Михаила Епишина.
Чемпион ВХЛ (2021).